# Елизарова-Ульянова, Анна Ильинична
А́нна Ильи́нична Елиза́рова-Улья́нова (в некоторых источниках Ульянова-Елизарова; 14 (26) августа 1864, Нижний Новгород — 19 октября 1935, Москва) — старшая сестра В. И. Ленина, активная участница русского революционного движения, советская государственная и партийная деятельница. Член РСДРП — ВКП(б) с 1898 года.

## Биография
Родилась 14 (26) августа 1864 года в Нижнем Новгороде первым ребёнком в семье школьного учителя математики и физики Ильи Николаевича Ульянова и Марии Александровны Ульяновой (Бланк). 

Анна в детстве с матерью Марией Ильиничной Ульяновой, 1865-1866 гг. Нижний Новгород, колоризация 2025 г.

С 1869 года семья проживала в Симбирске. В ноябре 1880 года Анна успешно окончила Симбирскую Мариинскую женскую гимназию, получив серебряную медаль «большого размера» и свидетельство Министерства народного просвещения на звание домашней учительницы. После окончания гимназии Анна два года работала в Симбирском мужском приходском училище помощницей учителя.

Анна Ильинична Ульянова, 1883-1887 гг., Санкт-Петербург, отреставрированное фото 2025 г.

С 1883 года училась на Бестужевских высших женских курсах в Петербурге. В 1886 году впервые приняла участие в политической демонстрации, организованной студентами в 25-летнюю годовщину смерти Н. А. Добролюбова. Была арестована по делу брата Александра Ульянова как участница покушения 1 (13) марта 1887 года на Александра III и осуждена на 5 лет ссылки, которую отбывала в селе Кокушкино, Казани, Самаре. В июле 1889 года вышла замуж за Марка Елизарова.
Осенью 1893 года вместе с семьёй перебралась из Самары в Москву, где на следующий год вошла в социал-демократическое движение, установив связь с рабочими кружками «Московский рабочий союз» Мицкевича, Масленникова и Чорбы. Ею была переведена с немецкого языка пьеса Г. Гауптмана «Ткачи» и составлена краткая брошюра по книге Е. М. Дементьева «Фабрика, что она даёт населению и что она берёт»; эти произведения много читались рабочими Москвы и Подмосковья.

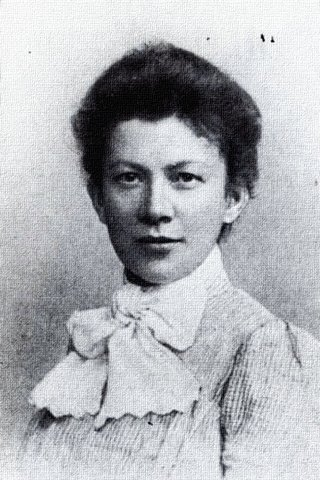
Анна Ильинична Ульянова-Елизарова 1895г.

В 1896 году А. И. Елизарова переехала в Петербург, где организовала связь арестованного Ленина с петербургским «Союзом борьбы за освобождение рабочего класса», снабжала Ленина литературой, переписывала написанные им тайнописью в тюрьме партийные документы и письма.
Летом 1897 года выехала за границу, где установила связь с Г. В. Плехановым и другими членами группы «Освобождение труда». Осенью 1898 года стала членом первого Московского комитета РСДРП, где работала вместе с М. Ф. Владимирским, А. В. Луначарским и другими. Когда Ленин был в ссылке, организовала издание его работы «Развитие капитализма в России».
В 1900—1902 годах в Берлине и Париже, а затем в России вела работу по распространению «Искры». В 1903—1904 годах на партийной работе в Киеве и Петербурге. Участница Революции 1905—1907 годов; член редакции издательства «Вперёд». Перевела на русский язык книгу В. Либкнехта о Революции 1848 года и др.
В 1908—1909 годах в Москве налаживала издание книги Ленина «Материализм и эмпириокритицизм».
С 1909 по 1913 год вместе с младшей сестрой М. И. Ульяновой, мужем М. Т. Елизаровым и матерью В. И. Ленина М. А. Ульяновой жили в Саратове на Угодниковской (ныне — Ульяновской) улице в доме № 26 (ныне здесь филиал областного музея краеведения — квартира-музей семьи Ульяновых) А. И. Ульянова вместе с сестрой М. И. Ульяновой установили связи с местными революционными деятелями. Осуществляли связь с заграничным центром, с В. И. Лениным. Под руководством сестёр в начале 1911 года была восстановлена разгромленная охранкой Саратовская организация РСДРП. Руководящее ядро группы составили: М. И. Ульянова, С. С. Кржижановский, рабочие: А. А. Ларионов, А. В. Симонов, И. В. Нефёдов, А. А. Гоголкин, Я. Бесчастнов. 

С весны 1911 года стала выходить легальная социал-демократическая «Приволжская газета». Саратовская организация РСДРП одна из первых положительно отнеслась к постановлению совещания членов ЦК о созыве VI (Пражской) конференции РСДРП и затем одобрило её решения, направленные на укрепление нелегальной партии и борьбу с ликвидаторами и отзовистами. 

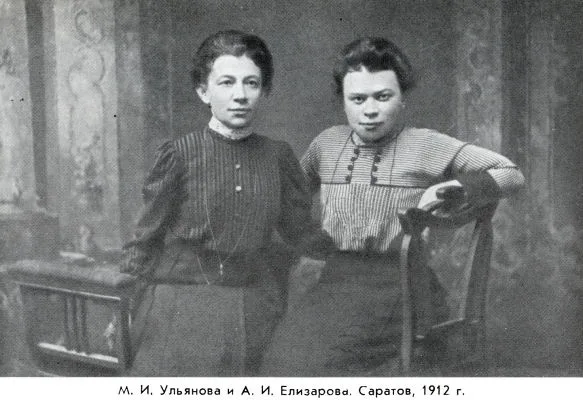
Сестры Ульяновы: Мария Ильинична Ульянова и Анна Ильинична Елизарова. Саратов. 1912 г.

 Активная деятельность организации встревожила власти, и в ночь на 8 мая 1912 года были произведены обыски и арестованы 13 человек, в том числе М.И.Ульянова, А.И.Ульянова-Елизарова и другие члены. В конце мая А. И. Ульяновой удалось вырваться из тюрьмы и принять меры к налаживанию дальнейшей партийной работы Саратовской организации РСДРП. М. И. Ульянова и другие члены организации были высланы в Вологодскую губернию.
В 1913 году в Петербурге работала в «Правде», секретарём журнала «Просвещение» и членом редакции журнала «Работница». Организовывала в России сбор средств для партии и транспортировку литературы. 
Арестовывалась в 1904, 1907, 1912, 1916, 1917 годах.

После Февральской революции 1917 года — член Бюро ЦК РСДРП, секретарь «Правды», затем редактор журнала «Ткач». Участвовала в подготовке Октябрьской революции 1917 года.
В 1918—1921 годах — заведующая отделом охраны детства в Наркомсобесе, потом в Наркомпросе. 

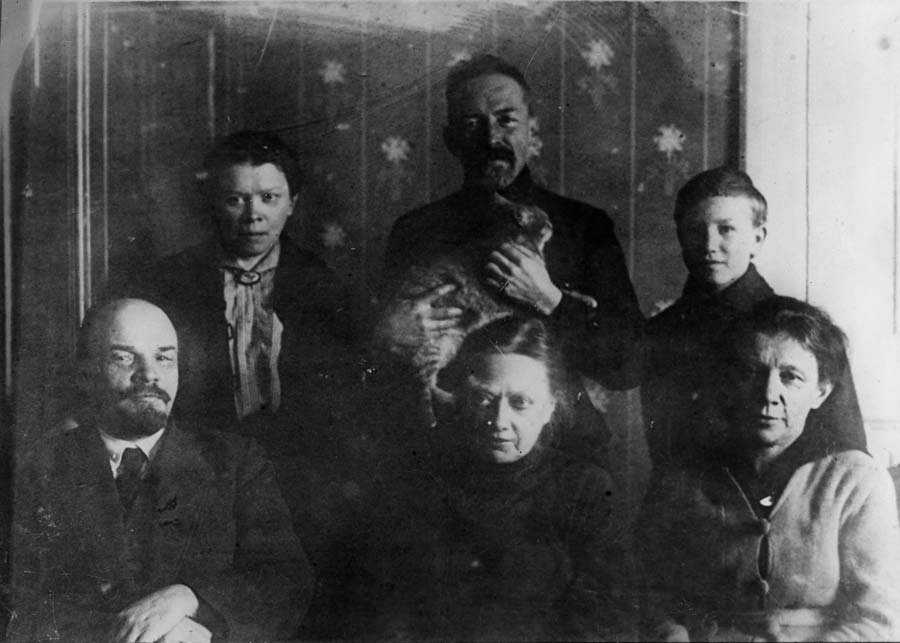
А. И. Ульянова-Елизарова со своим воспитанником в кругу семьи Ульяновых: сидят — В. И. Ленин, Н. К. Крупская, А. И. Ульянова-Елизарова; стоят — М. И. Ульянова, Д. И. Ульянов и воспитанник А. И. и М. Т. Елизаровых Гора Лозгачёв. Осень 1920 г. Москва, Кремль, квартира В. И. Ленина.

 Один из организаторов Истпарта и Института В. И. Ленина.
До конца 1932 года — научный сотрудник Института Маркса — Энгельса — Ленина; секретарь и член редакции журнала «Пролетарская революция».
В 1924 году, после смерти В. И. Ленина, Елизарова была откомандирована ЦК РКП(б) в Ленинград для сбора материалов о семье Ульяновых для написания научной работы по этой теме. Во время этих исследований в архивах Министерства внутренних дел Елизаровой стало известно то, что уже было известно другой группе исследователей в результате поисков предков Ленина на Украине для прояснения его возможной наследственной болезни: дед Ленина был евреем из кантонистов. Однако тогда же ЦК РКП(б) распорядился держать информацию об этом в строгом секрете. Елизарова протестовала против такого решения ЦК, так как считала его несправедливым и нарушающим принцип национального равноправия, но как член партии была вынуждена подчиниться, хотя и не смирилась с ним. 

Известно, что 28 декабря 1932 года она написала Сталину письмо, в котором напоминала ему о еврейских корнях Ленина, что её брат Владимир всегда довольно хорошо отзывался о евреях и ей очень жаль, что этот факт о семье Ульяновых не был до сих пор обнародован. Письмо было написано Елизаровой для того, чтобы выступить против антисемитизма, усиливавшегося тогда в СССР. Обращение к Сталину не принесло результатов, и спустя два года Елизарова вновь написала Сталину на эту тему, но тогда ухудшение международной обстановки привело к тому, что Сталин от публикации этих данных вновь отказался. 
В 2011 году письмо Елизаровой от 1932 года выставлялось в Историческом музее в Москве в рамках выставки «„Что написано пером“ (автографы видных деятелей Советского государства)».
Написала книгу воспоминаний о В. И. Ленине. Умерла 19 октября 1935 года в Москве. Похоронена на Литераторских мостках Волковского кладбища в Ленинграде, рядом с матерью, мужем и средней сестрой Ольгой.

Могила Анны Ильиничны Ульяновой-Елизаровой на Литераторских мостках в Санкт-Петербурге.

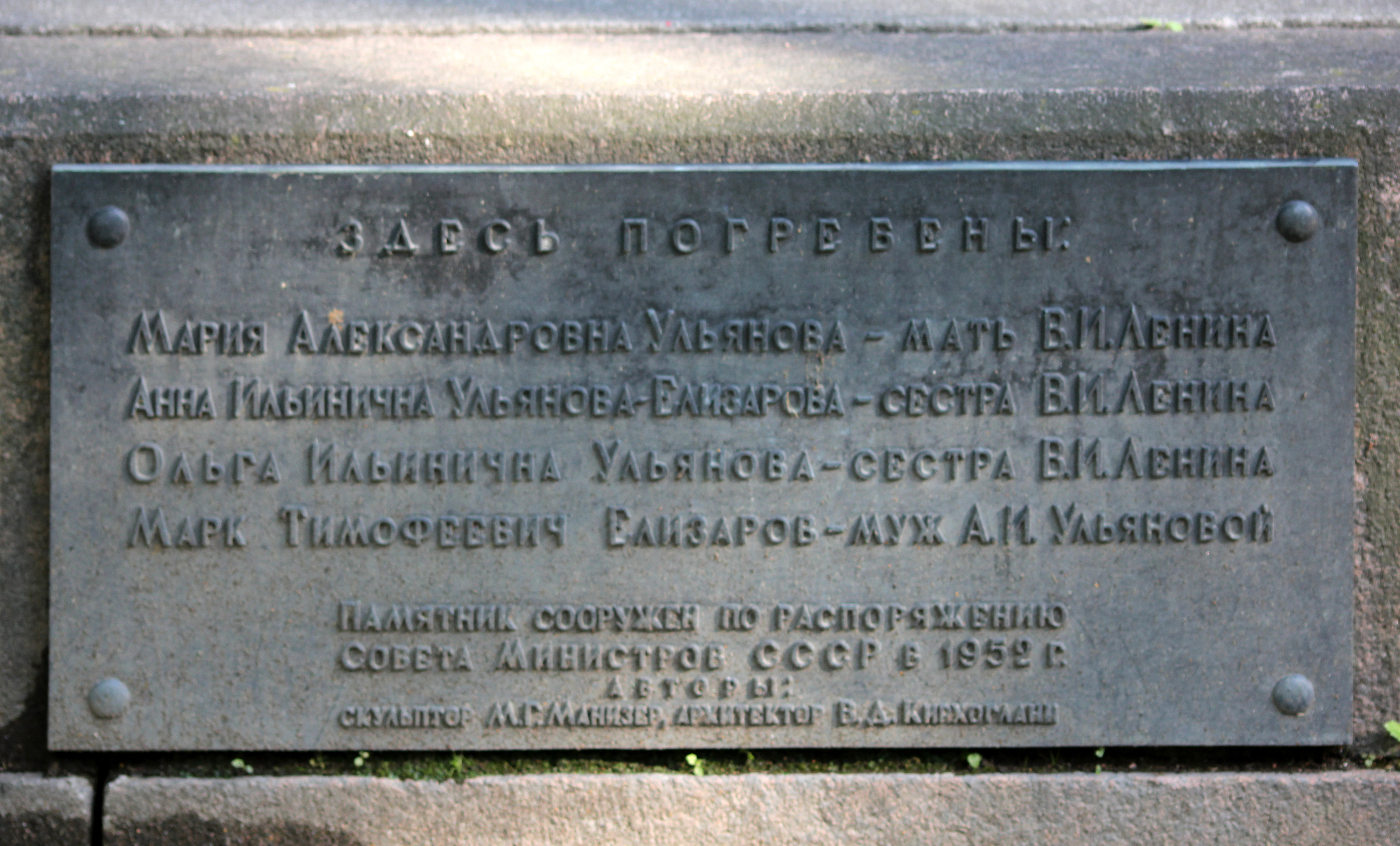
Доска на семейном мемориале Ульяновых на Литераторских мостках с фамилией Анны Ильиничны.

## Семья
- Муж — с июля 1889 года Марк Тимофеевич Елизаров (1863—1919), первый после Октябрьской революции нарком путей сообщения. Умер от сыпного тифа.

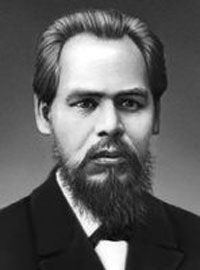
Марк Тимофеевич Елизаров - муж Анны Ильиничны Ульяновы-Елизаровой

- Приёмный сын — Георгий Яковлевич Лозгачёв-Елизаров (1906—1972). С 1930-х годов жил и работал в Саратове, сначала следователем, затем инженером, в дальнейшем занимался журналистской деятельностью. Григорий Яковлевич Лозгачёв-Елизаров - приёмный сын Елизаровых

Григорий Яковлевич Лозгачёв-Елизаров - приёмный сын Елизаровых

- Воспитанник — Николай Владимирович Елизаров (Цзян Цзинго) (1910—1988), старший сын Чан Кайши, в будущем президент Китайской Республики (1978—1988).

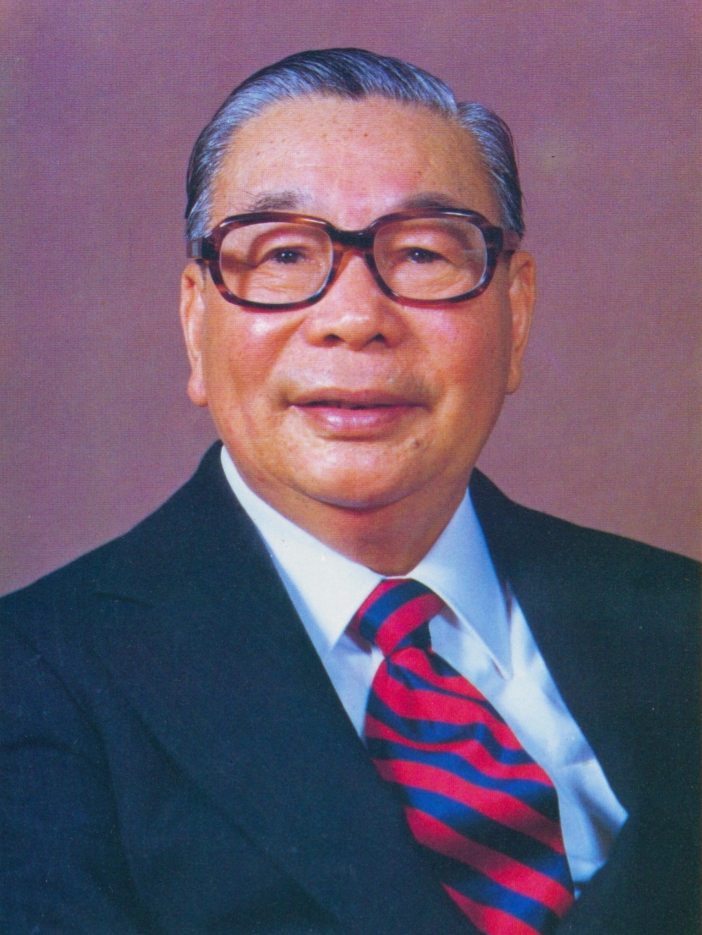
Цзян Цзинго(Николай Владимирович Елизаров) - воспитанник Марка Тимофеевича и Анны Ильиничны Елизаровых

## Адреса
- Сентябрь 1915 — сентябрь 1917 года — Петроград, Широкая улица, дом 32[8].
- 1919—1935 годы — Москва, Манежная улица, дом 9.

## Память

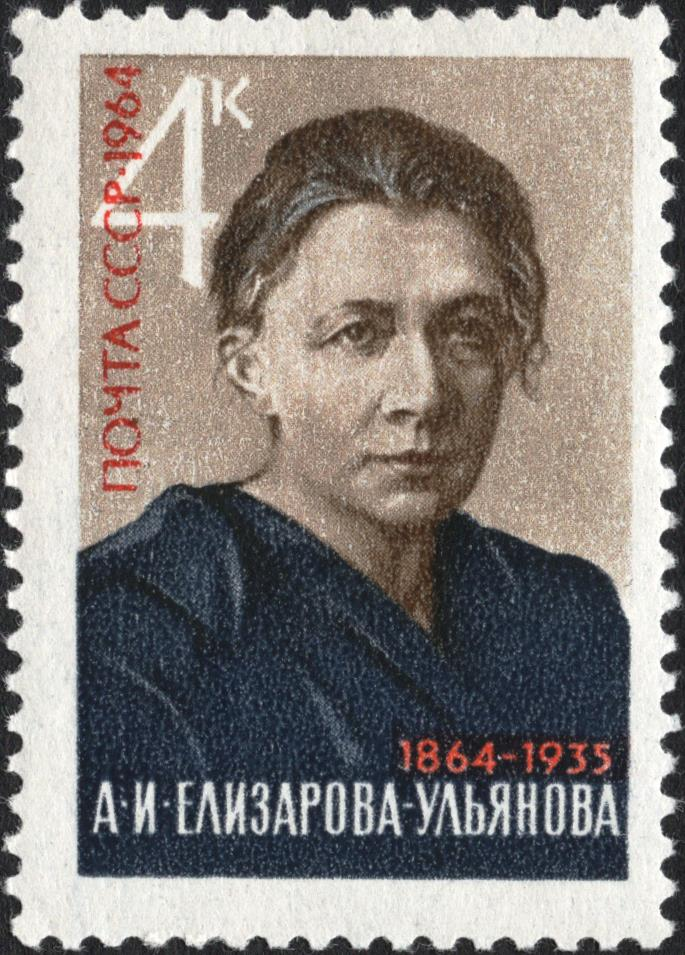
Почтовая марка СССР, 1964 год

- В 1964 году была выпущена почтовая марка СССР, посвящённая А. И. Елизаровой-Ульяновой.

- В 1964 году Полозова улица в Ленинграде была переименована в улицу Анны Ульяновой (носила это название до 1991 года)
- С 1961 по 1993 год её имя носил Яковоапостольский переулок в Москве.

Памятная доска на здании Симбирской Мариинской гимназии (г. Ульяновск).

- Памятная доска на здании Симбирской Мариинской гимназии (г. Ульяновск).В 1969 году постановлением Совета Министров РСФСР средней общеобразовательной трудовой политехнической школе № 3 присвоено имя Анны и Ольги Ульяновых (ныне МБОУ «Мариинская женская гимназия № 3» (город Ульяновск)[9] и установлена памятная доска на здании Симбирской Мариинской гимназии.
- С 1979 года в Томске существует улица Елизаровых (названа в честь Анны и её мужа Марка Елизаровых).
- 17 декабря 1982 года в Москве, в доме, где проживала семья А. И. Елизаровой-Ульяновой (Манежная, 9), была открыта Музей-квартира А. И. Ульяновой-Елизаровой. Закрыта в 1992 году.
- Имя Елизаровой носит улица в Донецке.

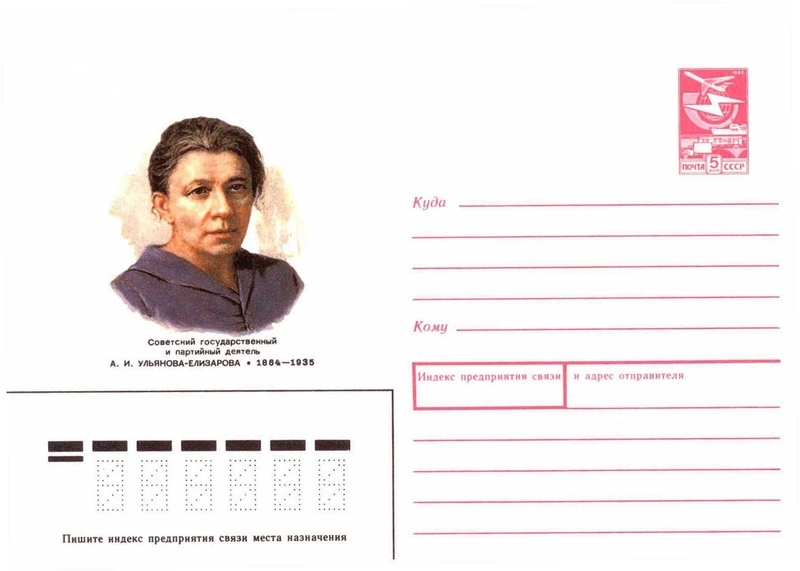
Ульянова-Елизарова Анна Ильинична (конверт). 1989 г.

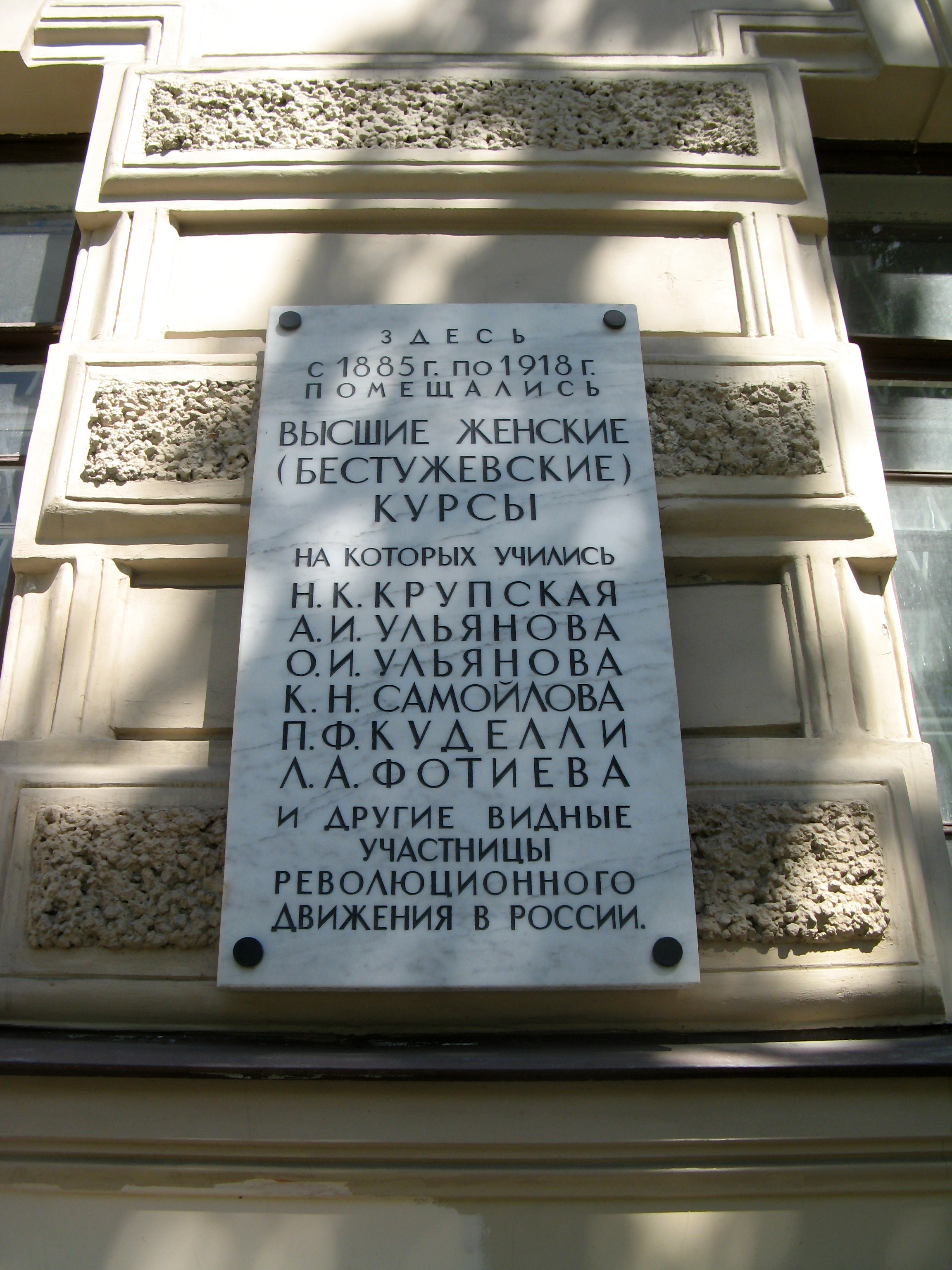
Мемориальная доска на Бестутжевских курсах, где училась Анна Ильинична Ульянова.

- в 1989 году выпущен конверт.

## Киновоплощение
- «Семья Ульяновых» (1957) — Любовь Соколова
- «Казнены на рассвете…» (1964) — Татьяна Конюхова
- «Сердце матери» (1965), «Верность матери» (1966) — Нина Меньшикова

## Сочинения
- Александр Ильич Ульянов и дело 1 марта 1887 г. — М., 1927. — 416 с.
- О В. И. Ленине и семье Ульяновых: Воспоминания, очерки, письма, ст. — М.: Политиздат, 1988. — 415 с. — ISBN 5-250-00169-6